# إرفن وإلمره

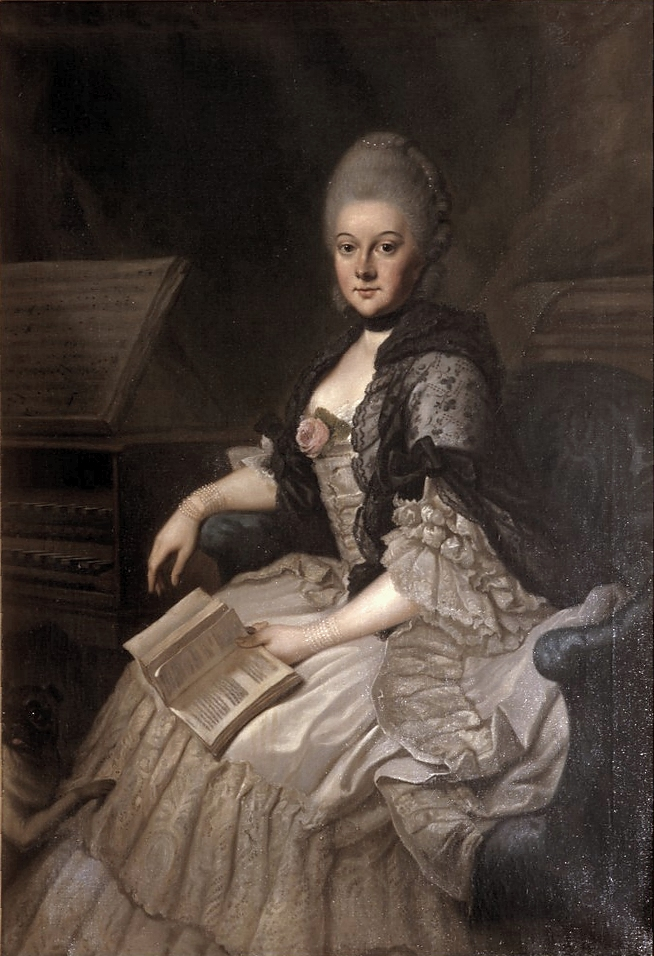
آنا اميليا (1739–1807) دوقة ساكس-فايمار-ايزنباخ

إرفن وإلمره (بالألمانية: Erwin und Elmire) اوبرا من فصيلن، بواسطة آنا اميليا (1739–1807) دوقة ساكس-فايمار-ايزنباخ، النص من تأليف الأديب الألماني الكبير يوهان فولفغانغ فون غوته. غوته انتقل إلى فايمار في نوفمبر 1775 لأسباب مهنية، وهناك قابل آنا اميليا وهي شخصية سياسية مهمة في فايمار، ساعدت في تقديم المسرحية الغنائية على المسرح، و أُجريت للمرة الأولى في 24 مايو 1776، ونُشرت طباعة في 1788.

## الشخصيات
- اوليمبيا «Olimpia» ام إلمره.
- إلمره «Elmire» واقعة في الحب مع إرفين.
- بيرناردو «Bernardo» معلم ومرشد إلمره.
- إرفين «Erwin» واقع في الحب مع إلمره.

## وصلات خارجية
- إرفن وإلمره، على أرشيف الإنترنت.
- إرفن وإلمره، على كتب جوجل.
- إرفن وإلمره، على موقع أمازون.
- إرفن وإلمره، على الفهرس العالمي.
- إرفن وإلمره، على جود ريدز.